# Station Elsterwerda
Station Elsterwerda is een spoorwegstation in de Duitse plaats Elsterwerda. Het station werd in 1875 geopend aan de spoorlijn Berlijn - Dresden. 
Op 20 november 1997 vond hier een ernstig ongeval plaats; een goederentrein die benzine en diesel vervoerde explodeerde. Bij het blussen van de daaropvolgende brand kwamen twee brandweerleden om het leven.

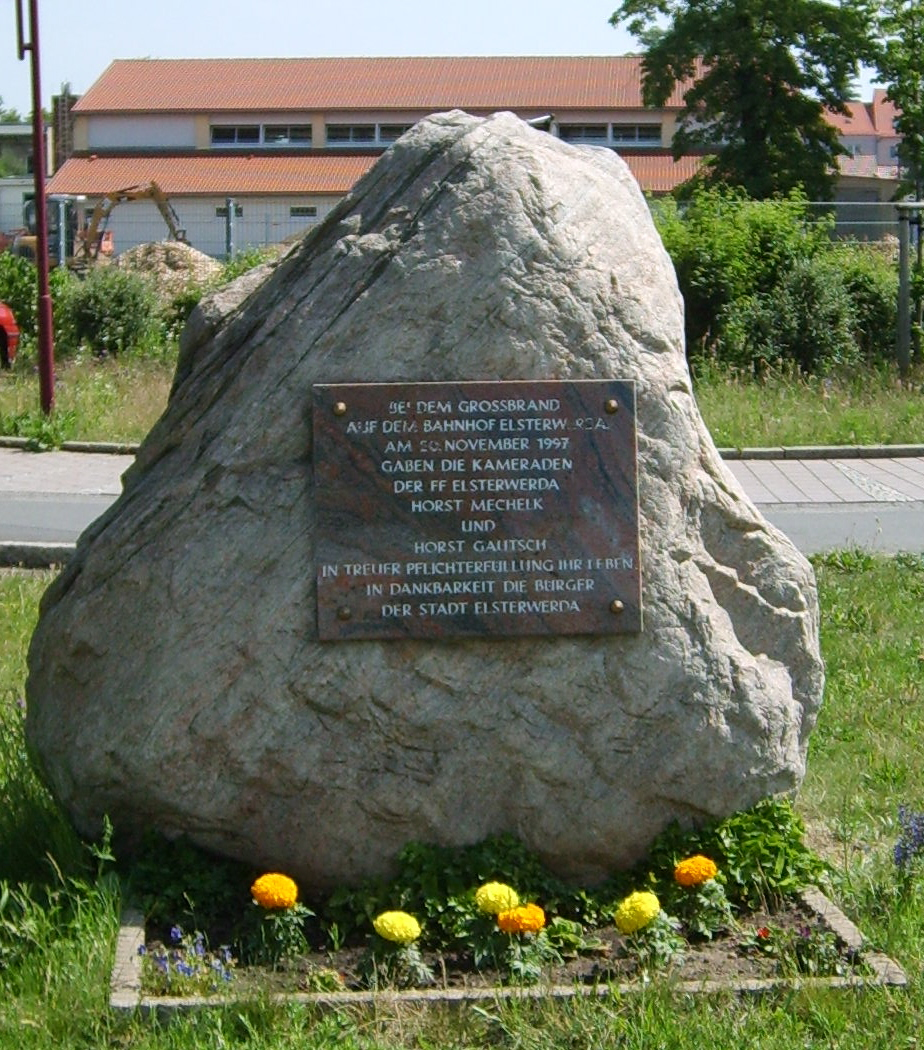
Gedenksteen vanwege het ongeval in 1997.
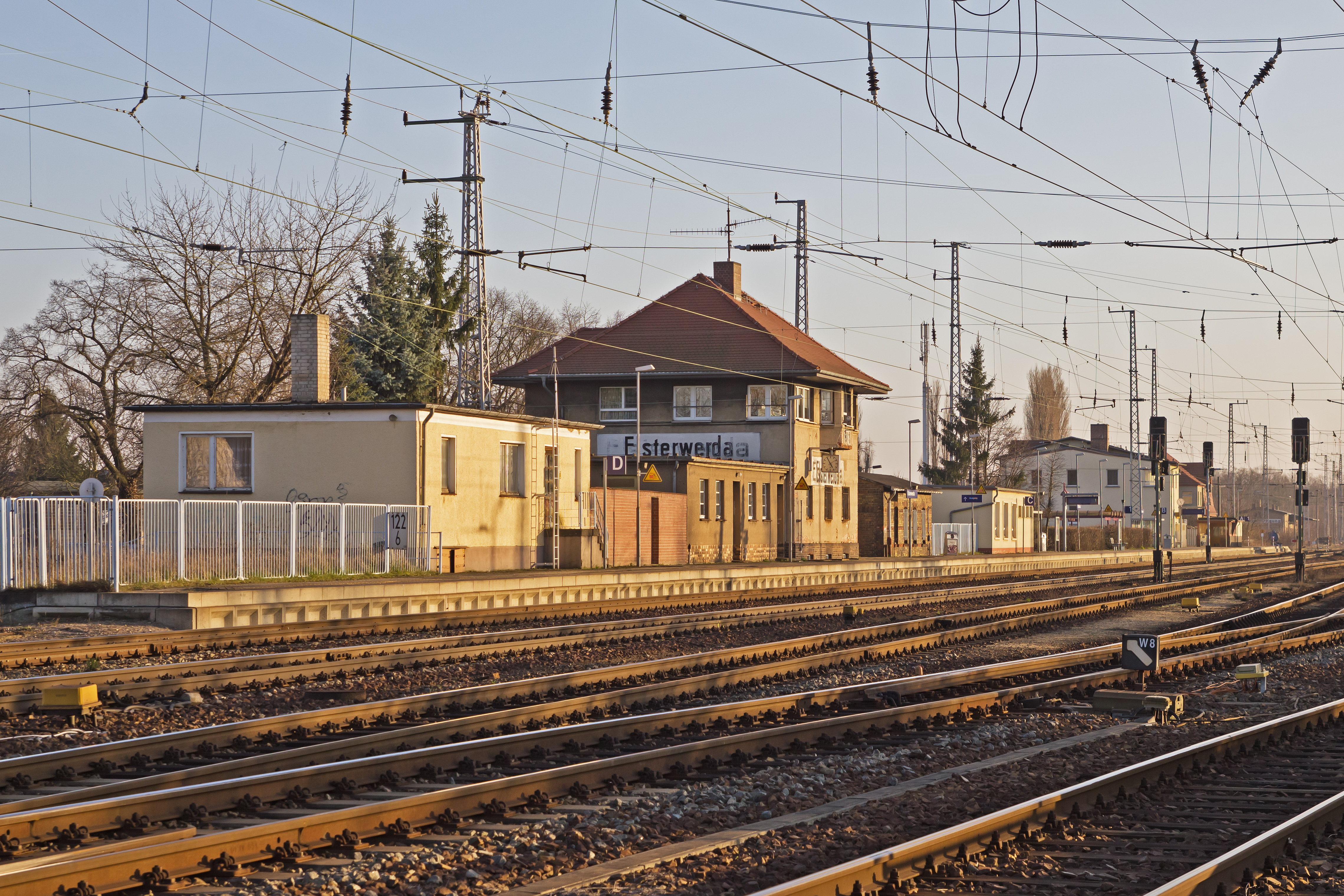
De sporen van het station.